# Omalisus nigricornis
Omalisus nigricornis is een keversoort uit de familie kasteelkevers (Omalisidae). De wetenschappelijke naam van de soort werd in 1881 gepubliceerd door Edmund Reitter.